# Дерийке, Жермен
Жермен Дерийке (нидерл. Germain Derijcke или Germain Derycke; 2 ноября 1929, Кортрейк, Бельгия — 13 января 1978, Кортрейк, Бельгия ) — бельгийский профессиональный шоссейный велогонщик в 1950—1961 годах. 

## Достижения
1951
1-й — Этап 23 Тур де Франс
2-й Льеж — Бастонь — Льеж
1952
1-й — Этапы 4 и 8 Тур Алжира
1-й Халле — Ингойгем
5-й Париж — Брюссель
5-й Дварс дор Фландерен
8-й Бордо — Париж
1953
1-й Париж — Рубе
7-й Вызов Дегранж-Коломбо
1-й Тур Алжира — Генеральная классификация
1-й — Этапы 3 и 8
1-й — Этапы 1 и 2 Тур Марокко
2-й  Чемпионат мира — Групповая гонка (проф.)
3-й Гент — Вевельгем
4-й Милан — Сан-Ремо
1954
1-й Флеш Валонь
1-й Дварс дор Фландерен — Генеральная классификация
1-й — Этапы 1 и 3
1-й — Этап 1b  Trois Jours d'Anvers
2-й Париж — Брюссель
4-й Вызов Дегранж-Коломбо
7-й Гент — Вевельгем
8-й Париж — Рубе
9-й Париж — Тур
1955
1-й Милан — Сан-Ремо
1-й Trois Jours d'Anvers — Генеральная классификация
2-й Omloop Mandel-Leie-Schelde Meulebeke
2-й Чемпионат Бельгии — Групповая гонка
3-й  Чемпионат мира — Групповая гонка (проф.)
3-й Париж — Брюссель
3-й Милан — Модена
5-й Вызов Дегранж-Коломбо
9-й Тур Фландрии
9-й Флеш Валонь
9-й Омлоп Хет Ниувсблад
10-й Париж — Ницца — Генеральная классификация
1956
1-й — Этапы 2 и 3 Париж — Ницца
1-й — Этап 2b (ИГ) Trois Jours d'Anvers
1-й Omloop Mandel-Leie-Schelde Meulebeke
2-й Милан — Турин
3-й Халле — Ингойгем
6-й Чемпионат мира — Групповая гонка (проф.)
6-й Тур Фландрии
7-й Милан — Сан-Ремо
7-й Париж — Рубе
8-й Вызов Дегранж-Коломбо
1957
1-й Льеж — Бастонь — Льеж (вместе с Франсом Схауббеном)
1-й Три варезенские долины
1-й Тур Берна
8-й Чемпионат мира — Групповая гонка (проф.)
1958
1-й Тур Фландрии
1-й Гран-при Монако
1-й — Этап 4 Тур Сардинии
3-й Париж — Ницца — Генеральная классификация
10-й Милан — Сан-Ремо (вместе с ещё 59 велогонщиками)

## Статистика выступлений

### Гранд-туры
| Гранд-тур                 | 1951 | 1952 | 1953 | 1954 | 1955 | 1956 | 1957 | 1958 |
| ------------------------- | ---- | ---- | ---- | ---- | ---- | ---- | ---- | ---- |
| Джиро д’Италия            | —    | —    | —    | —    | —    | —    | —    | 54   |
| Тур де Франс              | 43   | НФ   | —    | НФ   | —    | —    | —    | —    |
| (c 2010 ) Вуэльта Испании | НП   | НП   | НП   | НП   | —    | —    | —    | —    |

| —  | Не участвовал               |
| НП | Соревнование не проводилось |
| НФ | Не финишировал              |